# 시카리오: 암살자의 도시
《시카리오: 암살자의 도시》(영어: Sicario)는 2015년 공개된 드니 빌뇌브 감독의 범죄 영화이다. 에밀리 블런트, 베니치오 델 토로 등이 출연한다.

## 출연

### 주연
- 에밀리 블런트 | 케이트 역
- 베니시오 델 토로 | 알레한드로 역
- 조슈 브롤린 | 맷 역

### 조연
- 빅터 가버
- 존 번탈
- 다니엘 칼루야
- 제프리 도노반
- 라울 트루질로
- 줄리오 세딜로
- 맥시밀리아노 헤르난데즈
- 로라 마르티네즈-커닝햄
- 딜런 케닌
- 존 트레조
- 행크 로저슨
- 베르나르도 P. 사라시노
- 케빈 위긴즈
- 에드가 아레올라

## 기타
- 라인프로듀서: 스테이시 퍼스키
- 조감독: 도널드 스파크스
- 음향편집: 법 아스먼
- 사운드디자인: 톰 오자니치
- 사운드슈퍼바이저: 알란 로버트 머레이
- 미술: 파트리스 베르메트
- 세트: 잔 파스칼
- 시각효과: 알렉산드르 라포츈
- 분장: 도널드 모왓
- 의상: 르니 에이프릴
- 배역: 프랜신 마이슬러